# Guvernoratul Raymah
Raymah (în arabă:ريمه) este un guvernorat în Yemen. Reședința sa este orașul Jabin.